# Bernard Cantor
Pour les articles homonymes, voir Cantor.
Bernard Gerald Cantor (né le 17 décembre 1916 dans le Bronx – 17 juillet 1996) était le cofondateur de Cantor Fitzgerald et un collectionneur d'art américain notamment d'Auguste Rodin (voir Los Angeles County Museum of Art et Iris & B. Gerald Cantor Center for Visual Arts à l'université Stanford, Metropolitan Museum of Art). Il reçoit en 1995, la National Medal of Arts. Né de Rose et Julius Cantor, émigrants juifs bielorusses, dans le Bronx, il fréquente la DeWitt Clinton High School. Il épouse Leona qui lui donne un fils Jay.